# Pectinapseudes (Impectinatus) sicilianus
Pectinapseudes (Impectinatus) sicilianus is een naaldkreeftjessoort uit de familie van de Apseudidae. De wetenschappelijke naam van de soort is voor het eerst geldig gepubliceerd in 1980 door Bacescu.